# Premio Breakthrough en Física Fundamental
El Breakthrough Prize in Fundamental Physics es uno de los premios Breakthrough que concede el Breakthrough Prize Board. Inicialmente denominado Premio de Física Fundamental, fue fundado en julio de 2012 por el empresario, capitalista de riesgo y físico israelí de origen ruso Yuri Milner. El premio se concede a físicos de física teórica, matemática o experimental que hayan realizado contribuciones transformadoras a la física fundamental, y específicamente por avances recientes.
Dotado con 3 millones de dólares estadounidenses, es el premio de física más lucrativo del mundo y supone más del doble de la cantidad concedida a los galardonados con el Premio Nobel.
A diferencia del premio anual Breakthrough Prize in Fundamental Physics, el Special Breakthrough Prize no se limita a descubrimientos recientes, y su dotación sigue siendo de 3 millones de dólares.
El Premio Fronteras de la Física sólo se concede desde hace 2 años. Los galardonados son automáticamente nominados para el Breakthrough Prize in Fundamental Physics del año siguiente. Si no se les concede el premio el año siguiente, recibirán 300.000 dólares estadounidenses cada uno y serán automáticamente nominados para el Breakthrough Prize in Fundamental Physics de los próximos 5 años.

## Galardonados
A continuación figura una lista de los galardonados, por año (incluidos los ganadores del Special Breakthrough Prize).
| Año de concesión | Galardonados | Concedido por | Alma mater | Afiliación institucional en el momento de la concesión del premio |
| ---------------- | --- | --- | --- | --- |
| 2012             | Nima Arkani-Hamed | Planteamientos originales a problemas pendientes de la física de partículas | Universidad de Toronto, Universidad de California en Berkeley                                                                             | Instituto de Estudios AvanzadosPrinceton |
| 2012             | Alan Guth | Invención de la cosmología inflacionaria, y por sus contribuciones a la teoría de la generación de fluctuaciones de densidad cosmológicas derivadas de fluctuaciones cuánticas. | Instituto Tecnológico de Massachusetts | Instituto Tecnológico de MassachusettsCambridge |
| 2012             | Alekséi Kitaev | Por las memorias cuánticas robustas y computación cuántica tolerante a fallos utilizando fases cuánticas topológicas con anyones y modos de Majorana no apareados; computación cuántica topológica. | Instituto de Física y Tecnología de Moscú Instituto Landau de Física Teórica                                                              | Instituto Tecnológico de CaliforniaActualmente en KITP y UCSB, Santa Bárbara |
| 2012             | Maksim Kontsévich | Numerosas contribuciones, incluido el desarrollo de la simetría especular homológica y el estudio de los fenómenos de cruce de paredes. | Universidad de Bonn Universidad Estatal de Moscú                                                                                          | Instituto de Altos Estudios Científicos, Bures-sur-Yvette |
| 2012             | Andréi Linde | Por el desarrollo de la cosmología inflacionaria, incluida la teoría de la nueva inflación, la inflación caótica eterna y la teoría del multiverso inflacionista, y por contribuir al desarrollo de los mecanismos de estabilización del vacío en la teoría de cuerdas.                                                                                             | Universidad Estatal de Moscú | Universidad de Stanford |
| 2012             | Juan Maldacena | Contribuciones a la dualidad gauge/gravedad, relacionando la física gravitatoria en un espaciotiempo y la teoría cuántica de campos en la frontera del espaciotiempo. | Universidad Nacional de Cuyo, Instituto Balseiro, Universidad de Princeton                                                                | Instituto de Estudios AvanzadosPrinceton |
| 2012             | Nathan Seiberg | Contribuciones a nuestra comprensión de la teoría cuántica de campos y la teoría de cuerdas. | Instituto Weizmann de Ciencias, Universidad de Tel-Aviv                                                                                   | Instituto de Estudios AvanzadosPrinceton |
| 2012             | Ashoke Sen | Abrir el camino a la constatación de que todas las teorías de cuerdas son límites diferentes de la misma teoría subyacente. | Presidency College, Calcuta Universidad de Calcuta, IIT Kanpur, Universidad de Stony Brook                                                | Instituto de Investigación Harish-Chandra, Allahabad |
| 2012             | Edward Witten | Por las aplicaciones de la topología a la física, simetrías de dualidad no-perturbativas, modelos de física de partículas derivados de la teoría de cuerdas, detección de materia oscura y el enfoque twistor-cuerda de las amplitudes de dispersión de partículas, así como numerosas aplicaciones de la teoría cuántica de campos a las matemáticas.              | Universidad Brandeis (B.A.) Universidad de Wisconsin, Madison Universidad de Princeton (doctorado)                                        | Instituto de Estudios AvanzadosPrinceton |
| 2013 (Special)   | Stephen Hawking | Por su descubrimiento de la radiación de Hawking de los agujeros negros y sus profundas contribuciones a la gravedad cuántica y los aspectos cuánticos del universo primitivo. | Universidad de OxfordTrinity Hall, Cambridge                                                                                              | |
| 2013 (Special)   | Peter Jenni, Fabiola Gianotti (ATLAS), Michel Della Negra, Tejinder Singh Virdee, Guido Tonelli, Joe Incandela (CMS) and Lyn Evans (LHC) | Por su papel de liderazgo en el esfuerzo científico que condujo al descubrimiento de la nueva partícula similar al boson de Higgs por las colaboraciones ATLAS y CMS en el Gran colisionador de hadrones del CERN. | | |
| 2013             | Alexandr Poliakov | Por sus numerosos descubrimientos en teoría de campos y teoría de cuerdas, como el bootstrap conforme, los monopolos magnéticos, los instantones, el confinamiento/desconfinamiento, la cuantización de cuerdas en dimensiones no críticas, la dualidad gauge/cuerdas y muchos otros. Sus ideas han dominado la escena en estos campos durante las últimas décadas. | Instituto de Física y Tecnología de Moscú                                                                                                 | Universidad de Princeton |
| 2014             | Michael Green, John Henry Schwarz | Por abrir nuevas perspectivas sobre la gravedad cuántica y la unificación de fuerzas. | Universidad de Harvard, Universidad de California, Berkeley; (Schwarz) Universidad de Cambridge (Green)                                   | Instituto Tecnológico de California y Universidad de Cambridge |
| 2015             | Saul Perlmutter y miembros del Supernova Cosmology Project; Brian P. Schmidt, Adam Riess y miembros del High-Z Supernova Team. | Por el inesperado descubrimiento de que la expansión del universo se está acelerando, en lugar de ralentizarse como se había supuesto durante mucho tiempo. | Harvard, Universidad de California, Berkeley (Perlmutter), Harvard (Schmidt), y MIT, Harvard, Universidad de California, Berkeley (Riess) | Universidad de California, Berkeley and Laboratorio Nacional Lawrence Berkeley; Universidad Nacional Australiana; Universidad Johns Hopkins and Space Telescope Science Institute |
| 2016             | Yifang Wang; Kam-Biu Luk y el equipo de Daya Bay | Por el descubrimiento fundamental y la exploración de las oscilaciones de neutrinos, que revelan una nueva frontera más allá, y posiblemente mucho más allá, del modelo estándar de la física de partículas. | Universidad de Nankín (Wang) Universidad de Hong Kong, Universidad Rutgers (Luk)                                                          | Academia China de las Ciencias, Universidad de California, Berkeley |
| 2016             | Atsuto Suzuki y el equipo de KamLAND | Por el descubrimiento fundamental y la exploración de las oscilaciones de neutrinos, que revelan una nueva frontera más allá, y posiblemente mucho más allá, del modelo estándar de la física de partículas. | Universidad de Niigata, Universidad de Tohoku                                                                                             | Universidad Prefectural de Iwate, Japón |
| 2016             | Kōichirō Nishikawa y el equipo de K2K / T2K | Por el descubrimiento fundamental y la exploración de las oscilaciones de neutrinos, que revelan una nueva frontera más allá, y posiblemente mucho más allá, del modelo estándar de la física de partículas. | | Organización de Investigación de Aceleradores de Alta Energía, Japón |
| 2016             | Arthur B. McDonald y el equipo del Observatorio de Neutrinos de Sudbury | Por el descubrimiento fundamental y la exploración de las oscilaciones de neutrinos, que revelan una nueva frontera más allá, y posiblemente mucho más allá, del modelo estándar de la física de partículas. | Universidad de Dalhousie, Instituto Tecnológico de California                                                                             | Queen's University, Canadá |
| 2016             | Takaaki Kajita; Yōichirō Suzuki y el equipo del Super-Kamiokande | Por el descubrimiento fundamental y la exploración de las oscilaciones de neutrinos, que revelan una nueva frontera más allá, y posiblemente mucho más allá, del modelo estándar de la física de partículas. | Universidad de Saitama, Universidad de Tokio (Kajita)                                                                                     | Instituto Kavli de Física y Matemáticas del Universo, Universidad de Tokio |
| 2016 (Special)   | Ronald Drever, Kip Thorne, Rainer Weiss | Por la observación de las ondas gravitacionales, que abren nuevos horizontes en astronomía y física.. | | |
| 2016 (Special)   | Colaboradores autores del artículo Observation of Gravitational Waves from a Binary Black Hole Merger (Physical Review Letters, 11 de febrero de 2016) y colaboradores que también contribuyeron de forma importante al éxito de LIGO. | Por la observación de las ondas gravitacionales, que abren nuevos horizontes en astronomía y física.. | | |
| 2017             | Joseph Polchinski | Por avances transformadores en la teoría cuántica de campos, la teoría de cuerdas y la gravedad cuántica. | Universidad de California, Berkeley | Universidad de California en Santa Bárbara |
| 2017             | Andrew Strominger, Cumrun Vafa | Por avances transformadores en la teoría cuántica de campos, la teoría de cuerdas y la gravedad cuántica. | MIT; Universidad de Princeton | Universidad de Harvard |
| 2018             | Charles L. Bennett | Por los mapas detallados del universo primitivo que mejoraron enormemente nuestros conocimientos sobre la evolución del cosmos y las fluctuaciones que sembraron la formación de las galaxias. | | Universidad Johns Hopkins |
| 2018             | Gary Hinshaw | Por los mapas detallados del universo primitivo que mejoraron enormemente nuestros conocimientos sobre la evolución del cosmos y las fluctuaciones que sembraron la formación de las galaxias. | | Universidad de Columbia Británica |
| 2018             | Norman Jarosik, Lyman Page Jr., David N. Spergel y el equipo de ciencia del WMAP (Chris Barnes, Olivier Doré, Joanna Dunkley, Ben Gold, Michael Greason, Mark Halpern, Robert Hill, Al Kogut, Eiichiro Komatsu, David Larson, Michele Limon, Stephan Meyer, Michael Nolta, Nils Odegard, Hiranya Peiris, Kendrick Smith, Greg Tucker, Licia Verde, Janet Weiland, Ed Wollack, E. Wollack, Ned Wright) | Por los mapas detallados del universo primitivo que mejoraron enormemente nuestros conocimientos sobre la evolución del cosmos y las fluctuaciones que sembraron la formación de las galaxias. | | Universidad de Princeton |
| 2018 (Special)   | Jocelyn Bell Burnell | Por sus contribuciones fundamentales al descubrimiento de los púlsares y por toda una vida de liderazgo inspirador en la comunidad científica. | Universidad de Glasgow (BSc) Universidad de Cambridge (PhD)                                                                               | Universidad de Oxford y Universidad de Dundee |
| 2019             | Charles Kane, Eugene Mele | Por sus nuevas ideas sobre topología y simetría en física, que conducen a la predicción de una nueva clase de materiales que conducen la electricidad sólo en su superficie. | | Universidad de Pensilvania |
| 2019 (Special)   | Sergio Ferrara | Por la invención de la supergravedad, en la que las variables cuánticas forman parte de la descripción de la geometría del espaciotiempo. | | CERN, UCLA |
| 2019 (Special)   | Daniel Z. Freedman | Por la invención de la supergravedad, en la que las variables cuánticas forman parte de la descripción de la geometría del espaciotiempo. | | Instituto de Tecnología de Massachusetts y Universidad de Stanford |
| 2019 (Special)   | Peter van Nieuwenhuizen | Por la invención de la supergravedad, en la que las variables cuánticas forman parte de la descripción de la geometría del espaciotiempo. | | Stony Brook University |
| 2020             | La colaboración del Event Horizon Telescope | La primera imagen de un agujero negro supermasivo, tomada mediante una alianza de telescopios del tamaño de la Tierra. | | La Colaboración EHT está formada por 13 institutos interesados: - Instituto de Astronomía y Astrofísica de la Academia Sinica - Universidad de Arizona - Universidad de Chicago - Observatorio de Asia Oriental - Universidad Goethe de Fráncfort - Observatorio Astrofísico Smithsonian (parte del Centro de Astrofísica) - Institut de radioastronomie millimétrique (IRAM, a su vez una colaboración entre el CNRS francés, la Sociedad Max Planck alemana y el Instituto Geográfico Nacional español), - Gran Telescopio Milimétrico Alfonso Serrano - Instituto Max Planck de Radioastronomía - Observatorio Haystack del MIT - Observatorio Astronómico Nacional de Japón - Instituto Perimeter de Física Teórica - Universidad de Radboud |
| 2021             | Eric Adelberger, Jens H. Gundlach and Blayne Heckel | Para mediciones fundamentales de precisión que pongan a prueba nuestra comprensión de la gravedad, sondeen la naturaleza de la energía oscura y establezcan límites a los acoplamientos con la materia oscura. | | Universidad de Washington |
| 2021 (Special)   | Steven Weinberg | Por su continuo liderazgo en física fundamental, con amplia repercusión en la física de partículas, la gravedad y la cosmología, y por comunicar la ciencia a un público más amplio. | | Universidad de Texas en Austin |
| 2022             | Hidetoshi Katori | Por su destacada contribución a la invención y desarrollo del reloj de celosía óptica, que permite realizar pruebas de precisión de las leyes fundamentales de la naturaleza. | | Universidad de Tokio and RIKEN |
| 2022             | Jun Ye | Por su destacada contribución a la invención y desarrollo del reloj de celosía óptica, que permite realizar pruebas de precisión de las leyes fundamentales de la naturaleza. | | Instituto Nacional de Estándares y Tecnología y Universidad de Colorado |
| 2023             | Charles H. Bennett | Por su labor fundacional en el campo de la información cuántica. | | Centro de Investigación Thomas J. Watson de IBM |
| 2023             | Gilles Brassard | Por su labor fundacional en el campo de la información cuántica. | | Universidad de Montreal |
| 2023             | David Deutsch | Por su labor fundacional en el campo de la información cuántica. | | Universidad de Oxford |
| 2023             | Peter W. Shor | Por su labor fundacional en el campo de la información cuántica. | | Instituto Tecnológico de Massachusetts |

## Trofeo

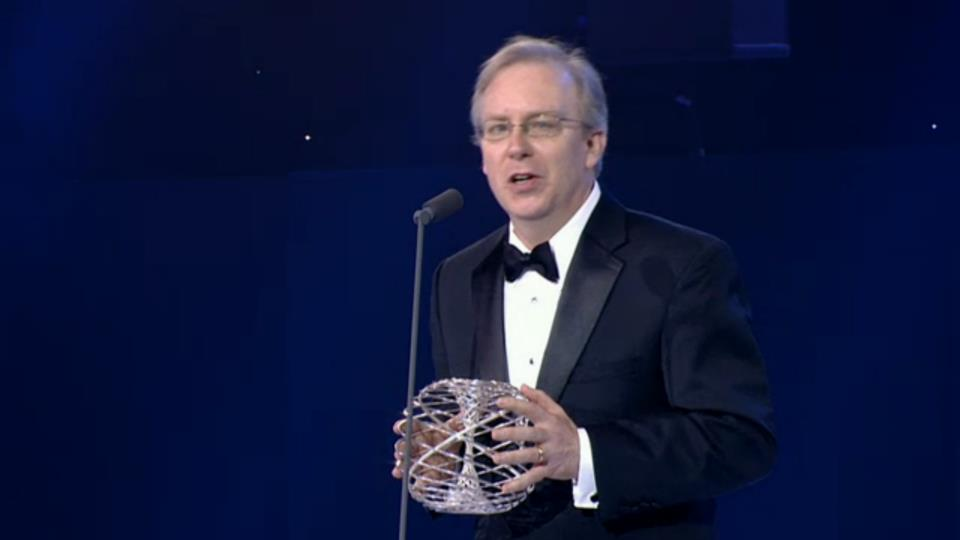
Charles L. Kane sosteniendo el trofeo del Premio de Física Fundamental

El trofeo del Premio de Física Fundamental, una obra de arte creada por el artista danés-islandés Olafur Eliasson, es una esfera de plata con un vórtice enrollado en su interior. Su forma es la de un toroide, o rosquilla, resultado de dos conjuntos de espirales tridimensionales entrelazadas. En la naturaleza, estas espirales aparecen en los cuernos de los animales, las conchas de los nautilos, los remolinos e incluso las galaxias y los agujeros negros.

## Ceremonia
El nombre del ganador del premio de 2013 se desveló en la ceremonia que tuvo lugar la noche del 20 de marzo de 2013 en el Centro Internacional de Conferencias de Ginebra, presentada por el actor de Hollywood y entusiasta de la ciencia Morgan Freeman. En la velada se rindió homenaje a los galardonados de 2013: 16 científicos destacados, entre ellos Stephen Hawking y científicos del CERN que dirigieron durante décadas el descubrimiento de la partícula similar a Higgs en el Gran Colisionador de Hadrones. Sarah Brightman y el pianista ruso Denís Matsúyev actuaron para los invitados a la ceremonia. 

## Críticas
Algunos científicos y revistas científicas han expresado sus dudas sobre estos nuevos megapremios científicos. En 2013, la revista Nature publicó una editorial al respecto, en la que se recogía lo siguiente:
¿Qué es lo que no gusta? Bastante, según un puñado de científicos... No se puede comprar la clase, como dice el viejo refrán, y estos empresarios advenedizos no pueden comprar para sus premios el prestigio de los Nobels. Los nuevos premios son un ejercicio de autopromoción para quienes están detrás de ellos, dicen los científicos. Podrían distorsionar la meritocracia de la investigación basada en la revisión por pares. Podrían consolidar el statu quo de la investigación revisada por pares. No financian la investigación revisada por pares. Perpetúan el mito del genio solitario.... Por mucho que algunos científicos se quejen de los nuevos premios, del dopaje financiero que suponen para la investigación y de la sensatez de los objetivos que persiguen, hay dos cosas que parecen claras. En primer lugar, la mayoría de los investigadores aceptarían un premio de este tipo si se lo ofrecieran. En segundo lugar, sin duda es bueno que el dinero y la atención lleguen a la ciencia en lugar de ir a otra parte. Es justo criticar y cuestionar el mecanismo -al fin y al cabo, ésa es la cultura de la investigación-, pero es el dinero de los premiados, que pueden hacer lo que quieran con él. Es de sabios aceptar estos regalos con gratitud y gracia.